# Triquina
La triquina (Trichinella spiralis) és un nematode paràsit, que infecta rates, porcs i humans, entre d'altres, i és responsable de la malaltia anomenada triquinosi. Sovint se'n fa referència com a «cuc del porc», ja que es troba amb molta freqüència en productes del porc que no han estat ben cuinats. Qualsevol mamífer que mengi carn crua contaminada es pot infectar, Trichinella spiralis és una espècie molt adaptada i amb una elevat nivell d'infectivitat en porcs, rates i humans.
És un nematode cosmopolita i de distribució universal. Però la majoria de casos s'han donat a Europa i els Estats Units. Els més recents han sigut a Alemanya, Laos i Rússia.
El nematode va ser descobert per James Paget i Richard Owen al 1835 en mostres de teixit muscular d'un cadàver durant una autòpsia al hospital de Londres i el van denominar Trichina spiralis. Posteriorment va a ser reanomenat com a Trichinella spiralis.

## Morfologia i fisiologia
Trichinella spiralis es caracteritza per tenir un cos constituït per un sistema de tubs (un tub dins de l'altre), de secció circular, amb els extrems punxeguts. No presenta un cap diferenciat, tot i això, el cervell es troba a la part anterior del cos. També sol tenir una cua darrere de l'anus.
Característiques generals:
- Tenen simetria bilateral sense segmentació, són triblàstics i tendeixen a la simetria radial a la zona del "cap".
- Posseeixen cos vermiforme.
- Estan recoberts per una epidermis cel·lular amb una cutícula (no cel·lular) engrossida, amb mudes.
- El seu sistema digestiu és complet, amb boca i anus. A més, tenen faringe muscular.
- La cavitat del cos és un pseudocele sense revestiment que actua com a sistema circulatori.
- La vulva de les femelles es troba al mig de l'esòfag, és a dir quasi a un terç del seu cos i per la part anterior. Per altra part l'úter es localitza a la part posterior i és on es desenvolupen els ous.
- A la part posterior de l'esòfag, la larva, quan es madura, presenta un esticosoma, constituït per esticocits (fila de cèl·lules especialitzades), els quals produeixen grànuls amb diferents polipèptids de naturalesa antigènica.[4]
- Quan s'insereixen al múscul s'enquisten formant una càpsula de col·lagen.[4]

Trichinella spiralis és un dels nematodes extracel·lulars més grossos descrits fins al moment, però és el filiform més petit que infecta éssers humans. Els mascles presenten 1,5 mm de longitud, les femelles, en canvi, arriben a mesurar fins a 4 mm.
El seu genoma té una mida de 58,55 Mbp (aproximadament 16.549 gens). T. spirallis és l'únic nematode que presenta metilació en el seu ADN. Aquesta metilació augmenta durant la transició de larva a estat madur i és un mecanisme que no ha sigut observat prèviament en altres nematodes.

## Cicle de vida

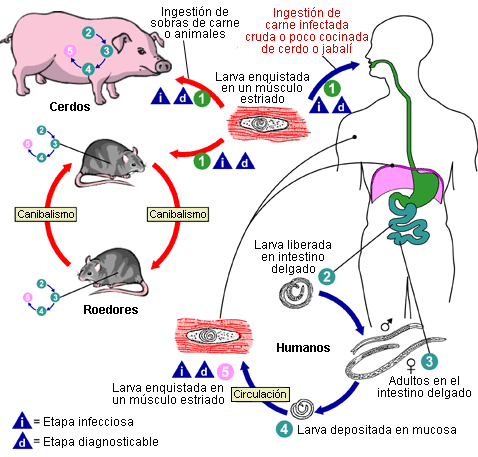
Cicle de vida de Trichinella spiralis.

El cicle de vida de Trichinella spiralis està comprès per dues generacions; la forma de quist i la forma de cuc, les dues en el mateix hoste. L'hoste forma part d'un ampli ventall de diferents mamífers, ocells i rèptils, no obstant el quadre clínic de la triquinosi només es desenvolupa en humans.
Aquest nematode té una reproducció sexual i, per tant, trobem individus mascle i individus femella. El cicle comença en el moment en què la femella allibera les larves (NBL, newborn larvaes) al lumen del tracte gastrointestinal. Aquestes migren directament cap el vasos limfàtics i sanguinis, cosa que els permet viatjar cap a les posicions de l'hoste ideals per la continuació del cicle. Preferiblement arribaran al teixit muscular que estigui altament oxigenat i, aleshores, hi penetraran. Aquesta penetració cap al teixit muscular es dona gràcies a l'òrgan punxegut o estilet. En aquest moment del cicle les larves tenen una longitud aproximadament 0.65-1.45 mm i un diàmetre d'entre 0.026-0.040 mm.
Durant els següents 15 dies la larva de nematode passa a l'estat de quist. El quist pot sobreviure en el teixit muscular durant períodes molt llargs, fins a 40 anys en humans i 20 anys en altres animals, com l'os polar. A més a més la forma de quist també és la forma infectiva.
Per tal que el cicle segueixi endavant amb un altre hoste haurà d'ingerir els quists de Trichinella spiralis i, per tant, haurà de consumir carn que es trobi infectada. Un cop a l'estómac els sucs gàstrics ajudaran a alliberar els quists del teixit muscular de la carn i la larva del cuc sortirà. Es dirigirà cap al duodè i ràpidament s'enganxarà a la mucosa intestinal. Seguidament la larva haurà de madurar fins a arribar a un estat d'adult. Aquest procés durarà uns 2 dies i implica 4 mudes de pell. Finalment els mascles i les femelles copularan per formar les noves larves NBL que seran alliberades entre 5 i 7 dies després de la ingesta.

### Reproducció
Aquests organismes duen a terme una exclusiva reproducció sexual dintre de l'hoste. Hi ha un dimorfisme sexual, és a dir, els dos sexes presenten mides diferents, sent la femella més gran que el mascle. Un cop a l'intestí, quan les larves ja han madurat arriben a la fase de reproducció. Les femelles alliberen feromones que atrauen els mascles els quals s'acosten i s'enrotllen al voltant de la femella, a l'altura de la vulva. Amb l'espícula perforen la obertura i introdueix els gàmetes. Els gàmetes masculins del nematodes tenen forma de ameba i no tenen flagels. Un cop es dona la fecundació té lloc la formació dels ous. En una mateixa femella se'n produeixen un nombre variable i com que són ovovivipars, els ous romanen dins d'ella fins que es desclouen i surten les larves.

## Presència en aliments
Trichinella spiralis es pot trobar a la carn de la majoria de carnívors, i també en molts omnívors. Alguns exemples són el porc, el senglar, ratolins, cavalls, guineus, gossos, gats i humans (entre molts d'altres).
Aquests animals adquiriran el nematode per consum de carn de les seves presses, en el cas dels carnívors. No obstant una altra font important de contaminació, pel que fa als porcs i senglars, són les restes de cuina i escorxadors que es troben en petits abocadors o en el pinso. També en granges en molt males condicions higièniques s'observen hàbits de cannibalisme i consum de rates per part del bestiar. Si la resta de porcs o les rates estan infectades són una via important de transmissió. [7]
Per tant, els aliments amb risc de contaminació per quists de triquina són els productes carnis, especialment els que provenen de carns de porc criats en granges en males condicions higièniques, i de senglars salvatges, que s'han pogut alimentar de restes de carn d'escorxadors i abocadors.

## Implicacions a la salut
Trichinella spiralis produeix la malaltia comunament coneguda com a triquinosi. Aquesta malaltia és causada pel consum de carn crua o mal cuinada d'animals que contenen el quist de l'organisme.

### Símptomes de la malaltia
Els signes, símptomes, la severitat i la duració de la malaltia poden variar entre les diferents persones. Això és degut al fet que la patogènesi depèn molt de l'estat de salut de la persona en qüestió.

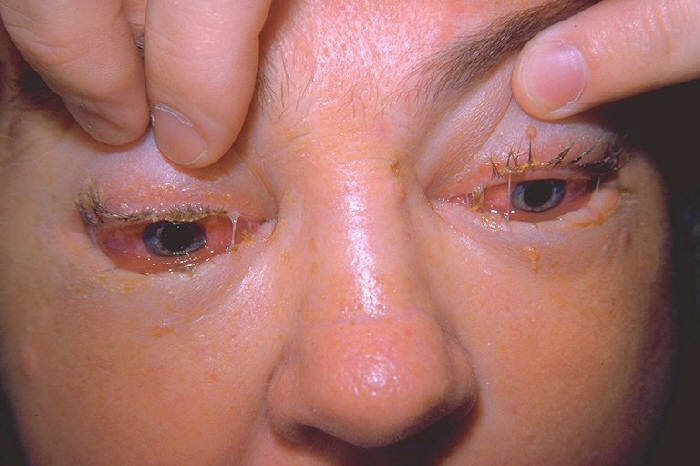
Inflamació dels ulls causada per Trichinella spiralis

De manera general, els símptomes es poden classificar segons l'ordre d'aparició d'aquests. En primer lloc apareixen nàusees, vòmits, diarrea, fatiga, febre i dolor abdominal. Seguidament a aquests símptomes poden aparèixer mals de cap, calfreds, tos, inflamació de cara i ulls, dolors articulars i musculars (sobretot al respirar, mastegar o a l'hora de fer qualsevol acció que impliqui l'ús de músculs llargs) i picor de la pell. Si la malaltia no es tracta i esdevé una infecció severa poden aparèixer una sèrie de complicacions, entre les quals es destaquen dificultats per coordinar els moviments, encefalitis, endocarditis i pneumònia entre d'altres. En els casos més greus pot acabar causant al mort de la persona.
Els dolors abdominals solen aparèixer entre 1 i 2 dies després de la ingesta de la carn contaminada. Pel que fa als símptomes més característics solen aparèixer passades de 2 a 8 setmanes després de la infecció. De totes maneres s'ha de tenir en compte que l'aparició dels símptomes variarà molt segons la quantitat de Trichinella spiralis ingerida, és a dir, segons si la carn estava més o menys contaminada
Cal destacar que en alguns casos el propi sistema immunitari és capaç d'eliminar el patogen per si sol, fet pel qual la malaltia no prolifera més enllà dels primers símptomes. Per aquest motiu aquestes molèsties es solen associar a una possible grip o altres malalties comunes fent que no es diagnostiqui la triquinosi tot i haver-la patit.

### Diagnòstic
Pel que fa als mètodes analítics per determinar la infecció en animals trobem tant mètodes directes com indirectes.
El mètode més antic de detecció directa i un dels que encara s'utilitzen és el mètode de compressió o triquinoscòpia. Aquest consisteix en agafar una mostra de teixit del porc o d'un altre animal i comprimir-la entre dos portaobjectes per poder examinar-la al microscopi. Es deu examinar mínim 1 gram de mostra per establir una sensibilitat teòrica d'1 larva/gram, ja que aquest nombre és el que se cita normalment com un valor llindar d'infecció que pot suposar un risc per la salut pública. En la pràctica, el mètode de compressió té una sensibilitat de > 3 larves per gram de teixit. És útil per analitzar un nombre petit de mostres i es recomana fer-lo en mostres de carcasses d'animals salvatges carnívors que es destinen al consum humà.
El mètode de digestió artificial és un mètode alternatiu i millorat de detecció directa. En aquest es recullen mostres de teixit de zones de l'animal on aquest paràsit té predilecció, com serien el diafragma, la llengua i el múscul de la galta. Aleshores es fa una digestió amb suc gàstric artificial compost per pepsina acidificada de manera que les larves s'alliberen de les càpsules o quists de cèl·lules musculars. Finalment, les larves es recullen mitjançant sedimentació i són observades i recomptades per microscòpia. Les pautes per portar a terme el test de digestió es troben en les Directives de la Unió Europea (SANCO 2015/1375), al U.S. Code of Federal Regulations (9CFR 318.10) i al Manual de les Proves de Diagnòstic i de les Vacunes per als Animals Terrestres de la OIE (Organització Mundial de Sanitat Animal).
Mitjançant els mètodes de proves d'inspecció que es practiquen en les carcasses de porcí, s'ha determinat que la sensibilitat del mètode de digestió és d'aproximadament 3 larves per gram. Aquest nivell de detecció es considera eficaç per identificar porcs que suposen un risc significant per la salut pública.
Tenint en compte que generalment es considera que la presència de més d'una larva per gram ja és un risc d'infecció en humans, moltes infeccions que podrien arribar a causar-nos malaltia podrien ser detectades a través dels mètodes directes que s'utilitzen actualment.

Tècnica bàsica assaig ELISA directe i indirecte.

També es pot detectar la infecció per Trichinella spiralis mitjançant un assaig serològic o serologia per la tècnica d'ELISA (Enzyme-linked Immunosorbent Assay). Aquest és un mètode indirecte en el qual es detecta la presència d'anticossos contra el paràsit en mostres de sèrum, sang o fluids tissulars. Alguns estudis han revelat que als porcs els anticossos anti-Trichinella poden persistir durant un llarg o indefinit període cosa que ens permet suposar que en porcs sacrificats no és probable obtenir resultats falsos-negatius quan la infecció es troba en una etapa avançada deguts a la disminució dels nivells putatius d'anticossos.
Pel que fa al diagnòstic de la malaltia triquinosi, també es poden utilitzar tant mètodes directes com indirectes.
1. Biòpsia del teixit muscular duta a terme després de la quarta setmana d'infecció: pot revelar la presència de larves o quists. És l'únic mètode directe per verificar la infecció per Trichinella. Un cop obtinguda la mostra de teixit muscular es pot examinar al microscopi per detectar la presència de la larva o es pot digerir en una solució de pepsina acidificada per la recol·lecció de les larves i el seu posterior recompte.
2. Anàlisi de sang: observació d'una leucocitosis variable, presència d'eosinòfils a partir de la segona setmana o detecció d'un augment d'enzims musculars CPK (Creatine PhosphoKinase) al sèrum. Les deteccions més comunes són les dues últimes.
  - El recompte d'eosinòfils pot arribar a les 10,000 cèl·lules/mm3 i aquests nivells elevats poden persistir durant varies setmanes o, fins i tot, mesos.
  - La quantitat d'enzims musculars al sèrum normalment augmenta durant el període d'infecció activa, és a dir, durant la migració de la larva als músculs i la posterior penetració en les cèl·lules musculars.
3. Serologia: la detecció d'anticossos contra Trichinella spp. és útil per confirmar la infecció. El test més utilitzat és l'ELISA per un antigen excretor-secretor (antigen que Trichinella allibera a l'entorn). Aquest test està disponible en kits comercials o pot seguir diversos protocols publicats. A les 2-3 setmanes després d'una ingestió d'un nombre elevat de larves de T. spiralis es poden detectar immunoglobulines G (IgG) anti-Trichinella.[12][13]

### Tractament
Després d'un diagnòstic adequat, és necessari començar la teràpia el més aviat possible. Els fàrmacs administrats en pacients amb triquinosi inclouen els antihelmíntics, glucocorticosteroides (glucocorticoides) i preparacions per compensar els dèficits de proteïnes i electròlits. L'aplicació d'antihelmíntics en la fase d'invasió intestinal té com a objectiu principal la eliminació de les formes intestinals de Trichinella sp. del lumen del tracte gastrointestinal. Aquest tractament és bàsic per una teràpia primerenca i eficaç, especialment en els 3 dies posteriors a la infecció. Si s'aplica correctament pot prevenir la subseqüent invasió muscular i el desenvolupament de la malaltia. Tot i això, en molts casos aquesta opció no és vàlida perquè la majoria de les persones infectades són diagnosticades diverses setmanes després de la infecció, quan la larva ja s'ha establert als músculs.

### Epidemiologia
És una malaltia de distribució mundial, està present a tots els continents amb excepció de l'Antàrtida. Tot i això, en les darreres dècades la seva presència ha disminuït. Generalment es donen casos de brots localitzats de la malaltia (familiars o en la comunitat) o bé poden donar-se casos disseminats a causa de la comercialització de productes infectats. Aquests brots es solen donar amb més freqüència en països subdesenvolupats o en vies de desenvolupament en els quals el control no és prou exhaustiu i/o les tècniques higièniques no són les correctes. Països d'Amèrica del Sud com Argentina, Xile o Uruguai són els països més afectats. A més a més es pot observar que la malaltia té una prevalença estacional coincidint amb els mesos de maig a octubre en l'hemisferi sud, període en el qual es duen a terme les matances de porcs i les elaboracions dels productes pel consum familiar o la venta limitada.

Un estudi dels brots de triquinosi des de 1986 fins al 2009 va establir un total de 65,818 casos i 42 morts en un total de 41 països estudiats d'Europa. La meitat d'aquests casos van tenir lloc a Romania. La malaltia va afectar principalment a adults i les principals manifestacions clíniques van ser dolors musculars, diarrees, febres, inflamacions facials i dolors de cap. El porc va ser la principal font d'infecció.

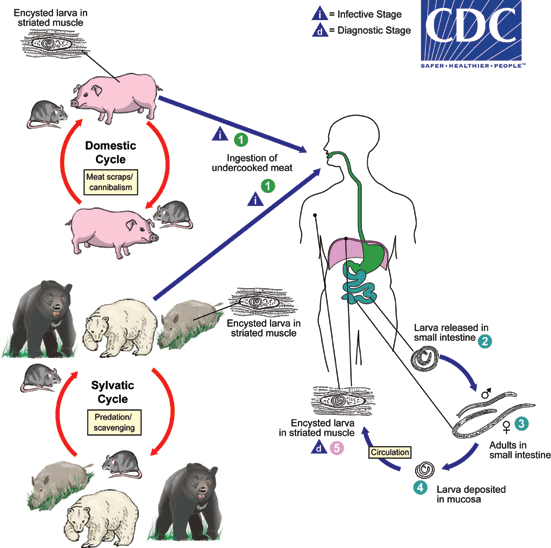
Esquema del cicle domèstic i del cicle salvatge de Trichinella spiralis.

Dins dels seus reservoris podrem diferenciar entre: 
1. Reservori d'animals domèstics: porc, gos, cavall i rata.
2. Reservori d'animals salvatges: guineus, porc senglar, os, llop, linx, puma, lleopard, lleó, etc.[14]

Pel que fa la transmissió podem parlar de dos cicles diferents. En primer lloc tenim el cicle domèstic o sinantròpic en el qual les transmissions tenen lloc a partir dels porcs principalment. A aquests animals és molt comú alimentar-los a partir de restes que no són tractades i, a més, solen estar en contacte amb animals portadors de Trichinella spiralis com són les rates. Les rates prenen un paper molt important en el cicle domèstic, ja que són portadores en molts casos i, per tant, actuen com a reservori i com a vector al transmetre-la als animals domèstics, no només als porcs a partir dels quals els éssers humans es poden infectar fàcilment. En segon lloc tenim el cicle salvatge el qual té lloc quan els animals salvatges ingereixen la carn infectada de les seves preses o de la carronya i posteriorment l'ésser humà els caça donant oportunitat a infectar-se l'ésser humà o bé els seus gossos si se'ls alimenta de les restes de la caça.

### Control i prevenció
El control i la prevenció de Trichinella spiralis se centren bàsicament en la carn de porc i la carn d'altres animals que són utilitzats com a font d'aliment. A més, es poden classificar en dos tipus segons el moment en què s'actua:
Durant la cria i processament de la carn: prevenció de la infecció de Trichinella en porcs.
Com que els nematodes del gènere Trichinella són principalment paràsits d'animals salvatges, la font de totes les infeccions en animals domèstics pot ser relacionada amb aquests. Les infeccions de Trichinella en porcs domèstics són esporàdiques quan ha tingut lloc una transmissió directa d'aquests patògens des dels animals salvatges als porcs; mentre que la prevalença augmenta considerablement quan el paràsit (quasi exclusivament T. spiralis) és transmès per cicle domèstic en una porcada, és a dir, entre els propis porcs.
Prevenir l'exposició dels porcs domèstics a T. spiralis requereix de la implementació de pràctiques de gestió sanitària. Les principals serien la prohibició de l'alimentació dels porcs amb productes animals (sense un correcte cuinat) i prevenir l'exposició dels porcs a rosegadors o altres mamífers potencialment infectats, tant de manera directa com a través de la contaminació del menjar.
Les pràctiques de producció sense risc o que tenen un risc mínim a l'exposició a Trichinella han de ser monitoritzades periòdicament analitzant mostres de sang de porcs vius o mostres dels animals sacrificats per així verificar l'absència d'infecció. Hi ha diversos reglaments que regulen els programes per certificar els porcs que estan lliures de risc a l'exposició a T. spiralis. Concretament, a la Unió Europea (UE) hi ha el reglament SANCO 2015/1375.
Al Codi Sanitari per Animals Terrestres descrit per l'Organització Mundial de Sanitat animal (the OIE Terrestrial Animal Health Code) està especificat que l'absència d'infecció per Trichinella en porcs pot estar documentada si es declara un país o territori com a "lliure de Trichinella" basant-se en certs criteris:
- La malaltia és de declaració obligatòria.
- L'alimentació dels porcs amb restes d'aliments està oficialment regulada.
- A la zona lliure de la malaltia hi ha un programa de vigilància per detectar la infecció per Trichinella amb una prevalença molt baixa.
- La vigilància és major al lloc on es va detectar l'última infecció.
- Qualsevol brot d'infecció en porcs o humans és investigat profundament per determinar la font.

Tot i estar molt pautat, establir un país o regió com a lliure de Trichinella és difícil perquè el paràsit circula entre moltes espècies d'animals salvatges. Els percentatges d'infecció més alts es troben en els guineus, llops i ossos, on la infecció pot arribar a afectar el 85-90% de la població. Per aquesta raó, un altre important mecanisme de control i prevenció de la triquinosis durant la producció és un programa de monitorització de la fauna salvatge per determinar la presència/absència d'aquest patogen en animals susceptibles d'una determinada àrea i si és detectat, establir la prevalença de la infecció.
Durant la comercialització: prevenció de l'exposició dels humans a la font d'aliment contaminada.

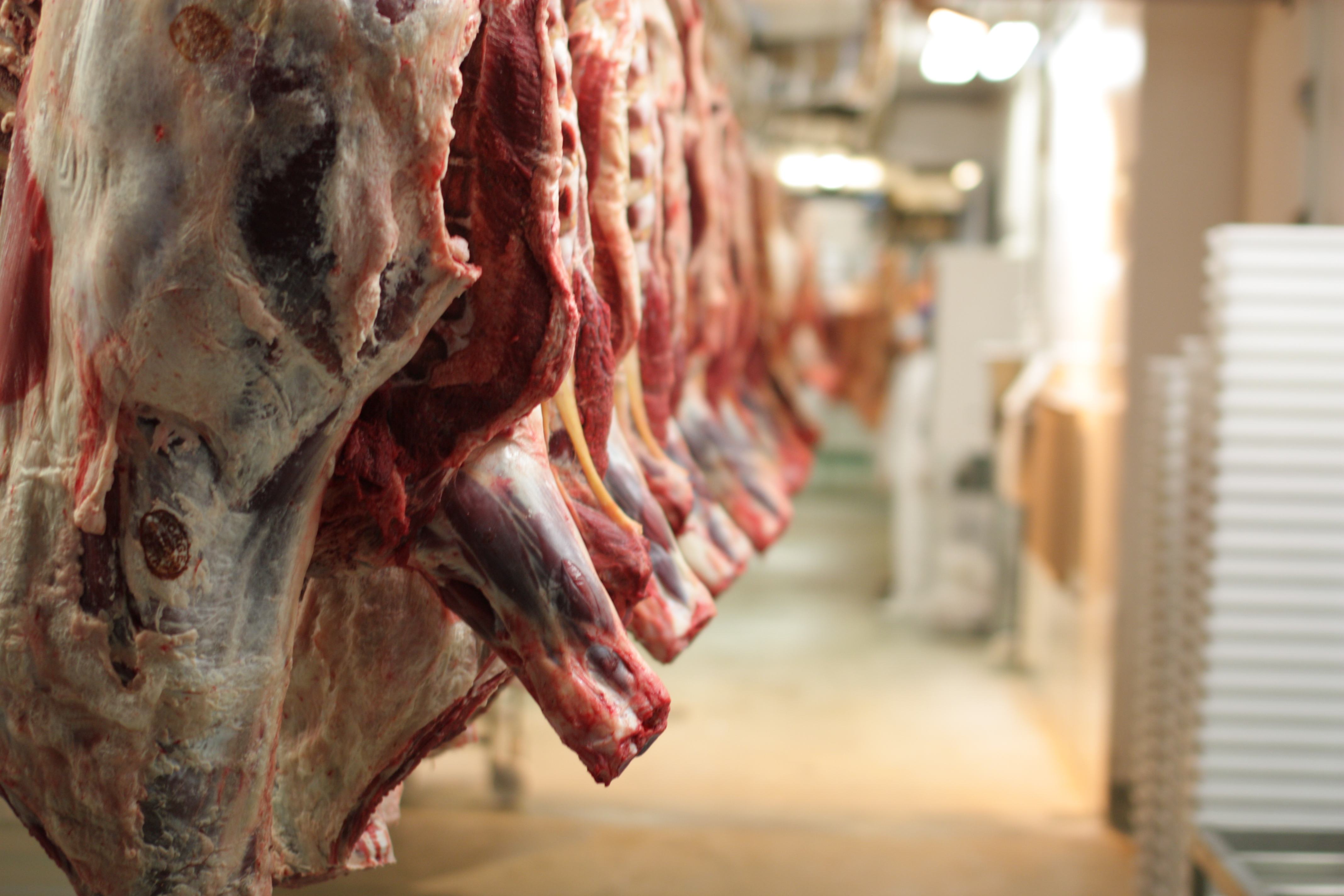
Carcasses de porc en un escorxador

Molts països exigeixen que els porcs (i cavalls) venuts com a animals per la producció de menjar hagin sigut testats per a la infecció per Trichinella. Aquests requisits estan previstos en les normes que regeixen la inspecció del sacrifici dels animals (a la UE, SANCO 2015/1375). Tal com es troba establert al Codi Sanitari per Animals Terrestres, els països que importen productes del porc deuen exigir, juntament, un certificat internacional de salut. El certificat sanitari deuria demostrar que els productes han complit una sèrie de requisits entre els quals trobem que els productes hagin sigut analitzats a l'escorxador per detectar una possible infecció per Trichinella i el resultat ha sigut negatiu, que provenen d'un país o regió catalogada com a lliure de Trichinella i que han sigut processats per assegurar la destrucció de larves i quists de Trichinella.
Al mateix Codi Sanitari per Animals Terrestres també especifica que la carn de cavall venuda per consum humà ha de ser sotmesa a una inspecció a l'escorxador o ser processada fent servir mètodes que se sap són eficaços per matar les larves de Trichinella.
Als Estats Units, al codi federal de regulacions 9CFR 318.10 (Code of Federal Regulations 9CFR 318.10) estan descrits alguns dels mètodes comercials de processament que han sigut demostrats experimentalment com a eficaços per eliminar els quists o larves infectives de Trichinella: 
- La carn de porc ha de ser calfada a 58 °C o congelada un o diversos cops a diferents combinacions de temperatura.
- Les larves de Trichinella moren instantàniament després d'una ràpida congelació a -35 °C.
- No hi ha un model de condicions per a la curació de la carn, per tant, cada mètode s'ha de testar experimentalment perquè l'eficàcia del procés de curació depèn d'una combinació de la concentració de sal, la temperatura i el temps.
- S'aconsella als consumidors de productes frescos de porc o altres productes carnis que puguin ser font de Trichinella que els cuinin a una temperatura interna de 70 °C.